# Bernd Koch
| 15924 Axelmartin | 7 novembre 1997 |
| 29483 Boeker     | 3 novembre 1997 |
| 85511 Celnik     | 30 ottobre 1997 |

Bernd Koch (1955) è un astronomo amatoriale tedesco, di professione fisico.
Il Minor Planet Center gli accredita la scoperta di tre asteroidi effettuate nel 1997.
Gli è stato dedicato l'asteroide 191494 Berndkoch.